# Love Is Strong
"Love Is Strong" er det første nummer, og første single, fra det engelske rock ’n’ roll band The Rolling Stones album fra 1994 Voodoo Lounge.

## Inspiration og indspilning
Skrevet af Mick Jagger og Keith Richards er ”Love Is Strong” et dystre nummer om et møde mellem sangen og en unavngivet person, der førte ”kærlighed ved første blik” efter sig med tiltrækning og længsel for parret til trods for forhindrende:
| Citat | Your love is strong and you're so sweet; You make me hard, you make me weak; Love is strong and you're so sweet, And some day, baby, we've got to meet... | Citat |
|       | |       |

| Citat | What are you scared of, baby?; It's more than just a dream;I need some time; We make a beautiful team... | Citat |
|       | |       |

Sangen blev skrevet i Irland af Richards, og havde originalt navnet ”Love is Strange”, men senere blev titlen ændret til ”Love Is Strong”. 
Jagger sagde på tidspunktet for dens udgivelse:” Vi kørte bare derudaf, og jeg spillede mundharmonika, og jeg begyndte at synge gennem mundharmonika mikrofonen, så man får denne her underlige lyd. Og så begyndte jeg at synge en oktav lavere, så man får denne her hæse, sexet tone… .”
Optagerne begyndte i september, 1993, i Woods hjemmestudie i Irland, og forsatte på A&M Recording Studios i Los Angeles, 1994.

## Udgivelse og efterfølgende
Nummeret blev udgivet som første single fra albummet, men ”Love Is Strong” holdt ikke til forventningerne og kom kun knap nok med på Billboard Hot 100 singles chart i USA. Det blev den laveste placering på single charts-listen for The Rolling Stones. Fem år tidligere havde “Mixed Emotions" formået at komme ind på top 5 pop chart single. Betragtelige beløb var blevet spenderet på Voodoo Lounge udgivelsen, da det var det første på Virgin Records, inklusive en musikvideo, af David Fincher; den sorte og hvide video der viste The Rolling Stones som giganter. Singlen gjorde salget at den ventende cd ringere til trods for positive anmeldelser, og selv en Grammy Award. 
I modsætning til det blev nummeret populært i Europa, hvor den fik en 14. plads i England.
Selvom den ikke var at finde på nylige tours setlister, den måtte vide pladsen for den venligere "You Got Me Rocking" (efterfølgeren single fra Voodoo Lounge), så tog The Stones den med på deres A Bigger Bang Tour, og spillede sangen den 22. juli 2007, på deres Brno, Tjekkiet show.
Sangen var med på opsamlingsalbummet Forty Licks fra 2002. 

### Fodnote
1. ↑  Love Is Strong